# West Division
De West Division vormt samen met de East Division de Canadian Football League. In de West Divison komen 5 teams uit die zich allemaal bevinden in het westelijke deel van Canada. In deze division bestaat er rivaliteit tussen de 2 teams uit Alberta, de Edmonton Eskimos en de Calgary Stampeders. Ook is er concurrentie tussen het team uit Regina, de Saskatchewan Roughriders, en de Winnipeg Blue Bombers. Wedstrijden tegen de rivaal worden gezien als de belangrijkste wedstrijden van het seizoen op de play-offs na.

## Teams
| Team                     | Stad      | Stadion               | Capaciteit      | Hoofdcoach        |
| ------------------------ | --------- | --------------------- | --------------- | ----------------- |
| Calgary Stampeders       | Calgary   | McMahon stadium       | 35.400          | Dave Dickenson    |
| Edmonton Eskimos         | Edmonton  | Commonwealth Stadium  | 55.819          | Jason Maas        |
| BC Lions                 | Vancouver | BC Place              | 22.120 (54.500) | DeVone Claybrooks |
| Saskatchewan Roughriders | Regina    | Mosaic stadium        | 33.350          | Chris Jones       |
| Winnipeg Blue Bombers    | Winnipeg  | Investors Group Field | 33.500          | Mike O'Shea       |

## Play-offs
Aan het eind van het seizoen zijn er play-offs om te bepalen welk team het beste is. De nummer 1 van deze divisie plaatst zich automatisch voor de Western Final. De winnaar van de Western Final speelt tegen de winnaar van de Eastern Final in de Grey Cup, de nummers 2 en 3 spelen tegen elkaar om te bepalen wie tegen de winnaar van de divisie mag spelen om de titel van de West Division. Als een team vierde wordt ligt het aan de stand in de East Division of dit team naar de Play-offs gaat. Als ze meer punten hebben dan de nummer 3 van de East Division mogen ze door middel van de Crossover in de Eastern Semi-Final spelen.